# Palsa

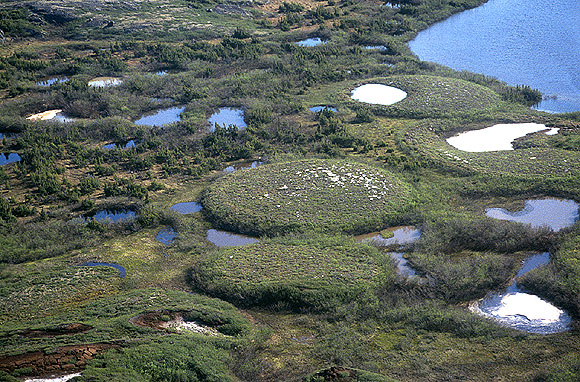
Un grupo de palsas bien desarrolladas.

Una palsa es un montículo que sobresale de una turbera con un núcleo de permafrost que abarca turba y ocasionalmente limo. Las palsas se desarrollan típicamente en lugares de alta humedad y con permafrost discontinuo, aunque se han observado palsas en zonas de permafrost continuo. En la actualidad existen palsas en Alaska, Canadá, Islandia, Fennoscandia y Siberia. Al norte del lago Fagnano, en la Isla Grande de Tierra del Fuego, se han hallado restos de palsas que existieron durante la última glaciación. Varias palsas pueden formar mesetas de permafrost si forman estructuras coalescentes. La palabra palsa viene de las lenguas sami y se refiere a montículos en humedales.

## Desarrollo
Las palsas evolucionan de manera dinámica y a menudo cíclica. Los principales factores que contribuyen a la formación de palsas son la profundidad de la nieve en invierno, la vegetación e hidrología. Las palsas suelen nacer en tuberas de sphagnum donde la falta de árboles y arbustos impide la acumulación de nieve durante el invierno. Al tener una cubierta de nieve que no es lo suficientemente gruesa para aislar efectivamente el suelo el frío penetra fácilmente la turbera llegando a congelarse hasta profundidades mayores que en los bosques o matorrales que puedan existir a su alrededor. Durante el verano siguiente la parte superior de la turbera se descongela mientras que más abajo permanece congelada. Así las palsas crecen anualmente y el permafrost puede llegar a al suelo mineral o a formar lentes de hielo segregado. El crecimiento de las palsas termina cuando producto de la continua elevación los musgos que forman su cubierta se agrietan. Las grietas permiten que pedazos de turba se desprendan y caigan como bloques o se deslicen lentamente cuesta abajo. Al elevarse las palsas también empiezan a actuar como barreras que acumulan nieve detrás y adelante, lo que impide que la helada penetre efectivamente el suelo y además puede proteger una vegetación de arbustos. 
La aparición de rastreras y arbustos se ve también facilitado por las grietas que proveen protección contra las ventiscas de invierno. Finalmente la desestabilización se las palsas se produce por la nieve acumulada por su relieve y los arbustos aparte del desprendimiento de bloques. Tras su colapso las palsas dejan depresiones más o menos circulares.

## Vegetación
Musgos del género sphagnum están presentes en la mayoría de la palsas y pueden convivir con otras Bryophytas. También se pueden hallar especies parecidas a pastos, como las del género Eriophorum, que sobreviven muy bien en el ambiente frío y ácido de las palsas. En algunas palsas se da la mora de los pantanos (Rubus chamaemorus) y Empetrum nigrum, ambas con bayas comestibles. 
En Fennoscandia el arbusto Betula nana suele aparecer en palsas maduras o en decaimiento.